# Xemeneia Vallduví
La Xemeneia Vallduví és un monument del municipi de Valls (Alt Camp) inclòs en l'Inventari del Patrimoni Arquitectònic de Catalunya.

## Descripció
La seva estructura compositiva respon a una voluntat d'identificació amb un element d'ordre clàssic. Forma la seva base un paral·lelepípede de 4x4 m, realitzat en aparell de pedra poligonal. Superposa aquest basament un plinto de base octogonal, de perímetre inscrit en el primer, treballat en totxo en parell belga, compost per fileres alternatives al llarg i al través. Segueix a patir d'aquest l'arrencada, a on s'indica el gruix de la columna en aparell de trencajunt. El coronament de dalt de tot està també resolt dins el mateix ordre, recordant clarament un capitell dòric o toscà amb el seu àbac i astràgal.

## Història
La Xemeneia és de l'antiga fàbrica tèxtil Vallduví. Aquesta fàbrica es va enderrocar l'any 1981, i l'Institut d'Estudis Vallencs va demanar que es conservés la xemeneia. En els terrenys de la fàbrica va aixecar-se el mercat central de Valls. A principis del 1982 l'Ajuntament acceptà de fer-se'n càrrec, així com dels 36 m on està enclavada. Actualment està reparada i integrada compositivament al mercat. Fa la funció de monument que recorda en una inscripció els treballadors de la indústria tèxtil.